# N-ホルミルモルホリン
N-ホルミルモルホリン（英語: N-Formylmorpholine）は、化学式が O(C2H4)2NCHO の有機化合物である。モルホリン  (O(C2H4)2NH) のホルムアミドである。無色の化合物で、ジメチルホルムアミドに似た有用な高温溶媒である。ホルミル化剤として使用される。